# Millennium Tower (Frankfurt)
De Millennium Tower is een toekomstige wolkenkrabber in Frankfurt am Main. Het bouwwerk, dat verrijst aan de Güterplatz, zal bij de realisatie 369 meter de lucht in steken en 97 verdiepingen tellen. Met de verwezenlijking zal de toren het hoogste gebouw van Europa worden, 30 meter hoger dan de in 2013 geopende Mercury City Tower in Moskou. Architect achter de toren is het Duitse bouwbedrijf Albert Speer & Partner.
De rechtmatige grondeigenaar, de New Yorkse miljardair Donald Trump heeft de bouw van de Millennium Tower reeds in 2000 aangekondigd.